# Fisión binaria

Bipartición o fisión binaria.

La fisión binaria o bipartición es una manera de reproducción asexual que se lleva a cabo en arqueas, bacterias (células procariotas) y protozoos (células eucariotas) . Consiste en la duplicación del ADN y la división del citoplasma de manera simultánea, dando lugar a dos células hijas idénticas. 
La mayor parte de las bacterias se reproducen por fisión binaria, presentando una tasa de crecimiento de población exponencial. Por ejemplo, bajo condiciones óptimas, la bacteria Escherichia coli se puede dividir una vez cada 15 o 20 minutos y, en solo 11 horas, su número puede superar los 8 mil 500 millones (8.500.000.000) de individuos, un número superior a la cantidad de personas que habitan la Tierra en la actualidad.
El ADN bacteriano tiene tasas de mutación elevadas. De esta manera, la rápida reproducción bacteriana da amplias oportunidades para que se produzcan nuevas cepas capaces de desarrollar resistencia a antibióticos y les ayuda a proliferar en una gran variedad de ambientes.

## Proceso

Fisión binaria

Durante la fisión binaria, la célula madre completamente desarrollada se separa en dos células hijas de igual tamaño. Este proceso comienza con la replicación del ADN (que en procariotas consta de una sola molécula circular), que origina dos nuevas hebras de ADN idénticas (a menos que haya ocurrido una mutación o un error durante la replicación). Tras la replicación la célula madre crece para crear espacio suficiente para que ambas molécula de ADN migren hacia los polos de la célula, ubicándose cada una en un polo opuesto. Las proteínas que conforman el citoesqueleto procariota (como la proto-tubulina FtsZ o la enzima MinD, un tipo de proteína WACA) se encargan de organizar a las proteínas que sintetizan las nuevas paredes celulares y membranas citoplasmáticas que separan los dos polos, formando el par de células hijas. Terminada la división, las nuevas células crecerán hasta alcanzar el tamaño máximo y el proceso se repetirá nuevamente.    
La evolución de los organismos eucariotas y la creciente complejidad, tamaño y número de sus cromosomas permitió que se desarrollaran mecanismos más elaborados y complejos para repartir el material genético en partes iguales a las células hijas. Esto dio lugar al aparato mitótico que, en el caso de algunos eucariotas primitivos, como el dinoflagelado Crypthecodinium cohibir presenta un mecanismo intermedio entre la mitosis y la fisión binaria..

## Tipos de fisión binaria
La fisión binaria, la cual no debe confundirse con otros procesos tales como la mitosis, puede dividirse en diferentes grupos dependiendo del plano de división:
- Regular: una célula se divide simétricamente en dos partes de igual tamaño.
- Tipo ameba: La división es un tanto irregular con respecto al citoplasma y perpendicular respecto al eje del huso. Divisiones de este tipo, tienen lugar en rizópodos.
- Longitudinal: El eje de la división es longitudinal. Los flagelados poseen divisiones de este tipo.
- Transversal: Ocurre en ciliados como el Paramecium, el citoplasma se divide de forma perpendicular al eje del huso.
- Oblicua: Sucede en opalinidas, que poseen filas oblicuas de cilios. La división comienza siendo longitudinal pero luego se vuelve paralela a estas filas de cilios. Es intermedia entre la longitudinal y la transversäl.